# فورد سیتی (کالیفرنیا)
فورد سیتی (به انگلیسی: Ford City) یک منطقهٔ مسکونی در ایالات متحده آمریکا است که در شهرستان کرن، کالیفرنیا واقع شده‌است. فورد سیتی ۳٫۹۷۵ کیلومتر مربع مساحت و ۴٬۲۷۸ نفر جمعیت دارد و ۲۷۲ متر بالاتر از سطح دریا واقع شده‌است.